# Tammela
Tammela este o comună din Finlanda.